# Massacre de Adana

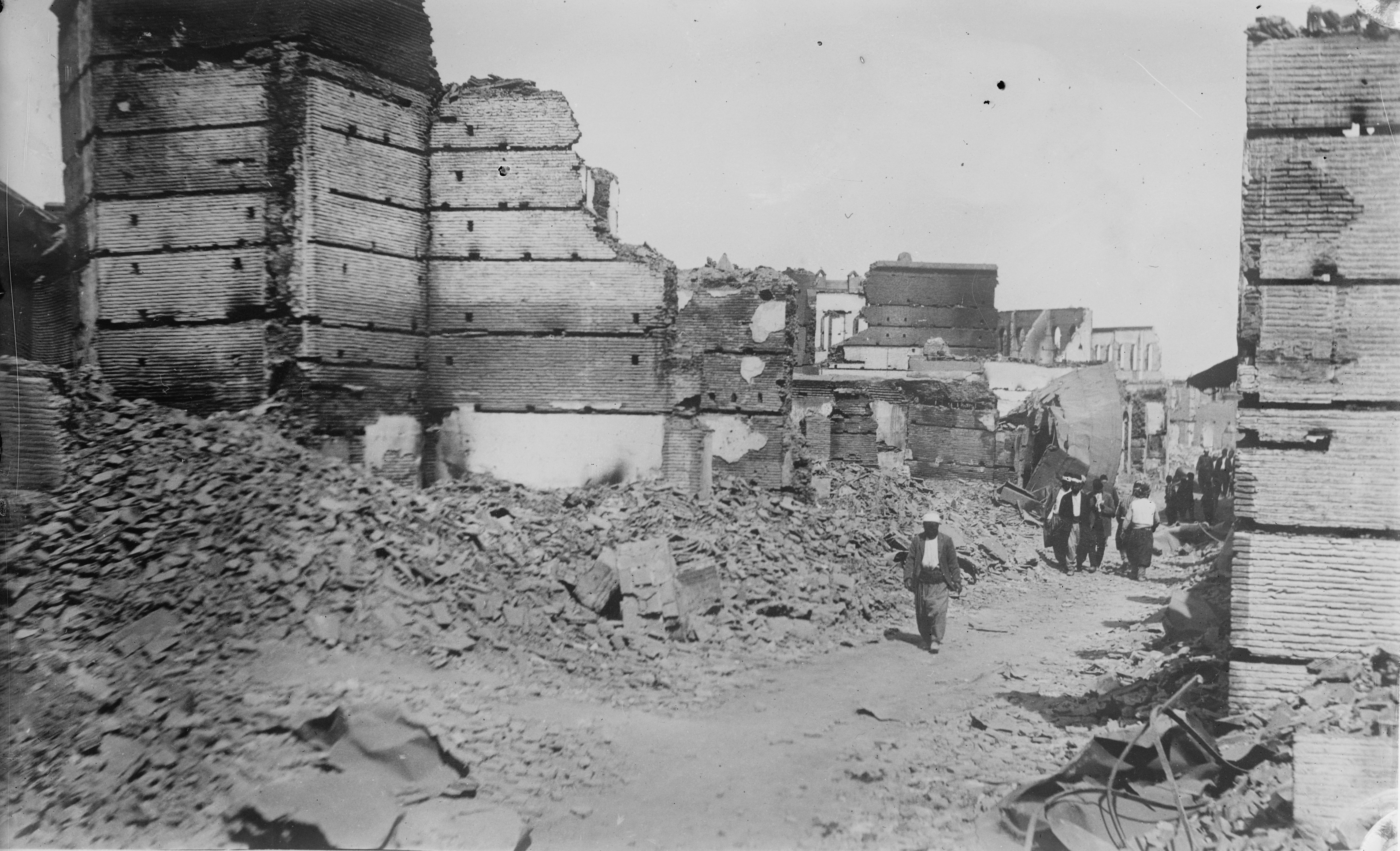
Uma rua no bairro cristão de Adana, fotografado em junho de 1909.

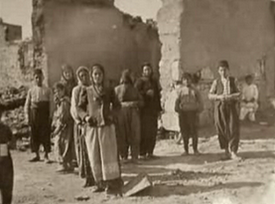
Uma cidade armênia pilhada e destruída durante o massacre de Adana.

O massacre de Adana  ocorreu na Província de Adana, no Império Otomano, em abril de 1909. Um conflito étnico-religioso  na cidade de Adana no meio da reviravolta na parte governamental resultou em uma série de pogroms anti-armênios em todo o distrito. Relatórios estimam que os massacres na província de Adana resultaram em 15 000-30 000 mortes.

## Ver Também
- Massacres hamidianos
- Genocídio Armênio